# Arduino mini
Arduino Mini je v informatice název malého jednodeskového počítače z otevřené platformy Arduino, který je založen na mikrokontrolerech ATmega od firmy Atmel.
Je asi nejmenší oficiální verzí Arduina a je navržen tak, aby ušetřil co nejvíce místa. Kvůli tomu nemá USB port. K programování je proto potřeba použít externí USB převodník. Běží na procesoru ATmega328 s taktem 16 MHz. Díky tomu, jak je malý, ho můžeme použít například v dálkových ovladačích, pro ovládání klávesnice ke vstupním dveřím nebo například k chytrému osvětlení podle denního světla.

## Technické informace
| Mikroprocesor                    | ATmega328               |
| Provozní napětí (logická úroveň) | 5V                      |
| Vstupní napětí (doporučeno)      | 7-9V                    |
| Počet digitálních I/O pinů       | 14 pinů, z toho 6 s PWM |
| Počet analogových vstupů         | 8 pinů                  |
| Proudové zatížení na 1 pin       | 40 mA                   |
| Flash paměť                      | 32 KB                   |
| SRAM                             | 2 KB                    |
| EEPROM                           | 1KB                     |
| Rychlost hodin                   | 16 MHz                  |
| Výška                            | 30 mm                   |
| Šířka                            | 18 mm                   |